# Pappel-Seide
Die Pappel-Seide (Cuscuta lupuliformis) ist eine Pflanzenart aus der Gattung Seide (Cuscuta) innerhalb der Familie der Windengewächse (Convolvulaceae). Dieser Vollschmarotzer ist in Eurasien weitverbreitet.

## Beschreibung

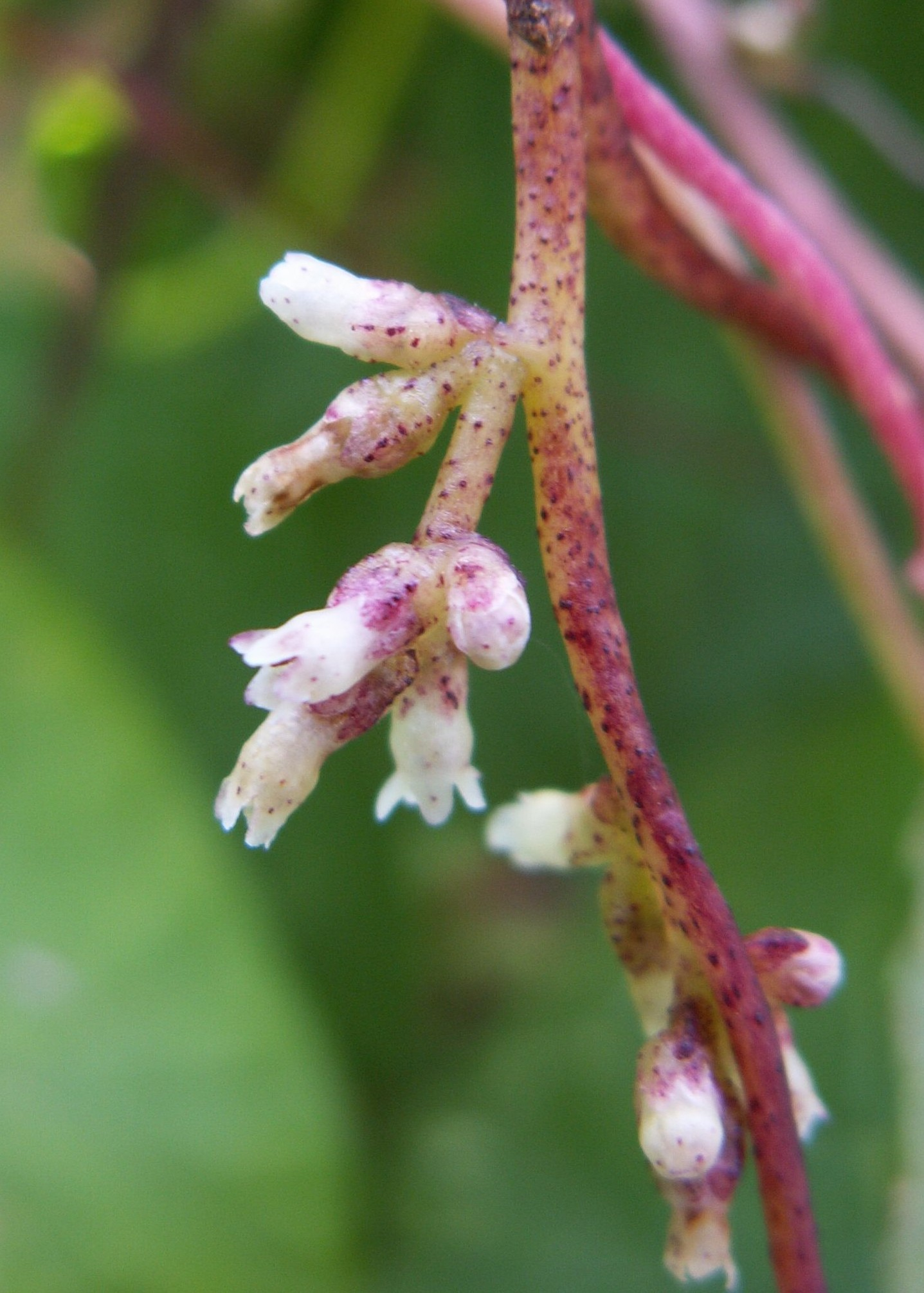
Blütenstand

Die Pappel-Seide weicht in vielen Merkmalen von anderen Arten aus der Gattung Cuscuta ab.

### Vegetative Merkmale
Die Pappel-Seide ist einjährige krautige Pflanze. Die 1 bis 2 Meter lange Stängel ist mit 1 bis 3 Millimetern Durchmesser etwas dicker als die der anderen mitteleuropäischen Arten und damit handelt es sich um eine relativ große Teufelszwirn-Art. Die Stängel sind grünlich und oft mit roten, warzenähnlich hervorstehenden Punkten versehen.

### Generative Merkmale
Die Blüten stehen in eher lockeren Knäueln oder in kurzen ährigen oder traubigen Blütenständen, manchmal auch einzeln, und nicht wie bei den anderen Arten in mehrblütigen dichten Knäueln.
Die Blüte besitzt eine doppelte Blütenhülle. Die Kelchzipfel sind stumpf oder fast zugespitzt, eiförmig und um die Hälfte kürzer als die Kronröhre. Die Schlundschuppen sind kurz und am unteren Teil der Kronröhre angewachsen. Die weißliche bis rötliche Blütenkrone ist stets vierzählig und 4 bis 6 Millimeter lang. Der Fruchtknoten ist eiförmig, konisch. Anstatt mehrerer Griffel gibt es in den Blüten der Pappel-Seide nur einen Griffel mit einer zweilappigen Narbe.
Die Frucht ist hier nicht so klein wie bei anderen Seide-Arten, sondern eine mit 5 bis 6 Millimetern Durchmesser eine fast erbsengroße, beerenartige Kapselfrucht. Die Samen sind bei einer Länge von 2 bis 3 Millimetern rundlich bis dreieckig-eiförmig und mehr oder weniger deutlich geschnäbelt.
Die Chromosomenzahl beträgt 2n = 28.

## Ökologie
Bei der Pappel-Seide handelt es sich um einen Therophyten.
Wie bei allen Arten der Gattung handelt es sich um einen Vollschmarotzer, der weder Chlorophyll noch Wurzeln besitzt, sondern an anderen Pflanzen emporwindet und in diese mit Haustorien eindringt. Die Pappel-Seide schmarotzt besonders auf Salix-Arten, auf Schwarzem Holunder (Sambucus nigra), der Kratzbeere (Rubus caesius), der Zaun-Winde (Calystegia sepium) und anderen Arten.

## Vorkommen
Die Pappel-Seide ist von Europa bis zur Mongolei und bis Pakistan verbreitet. Im 20. Jahrhundert hat sie sich jedoch nach Westen bis Holland ausgebreitet. In Deutschland findet man sie als ausgesprochene Stromtalpflanze in den großen Flusstälern an Oder, Havel, Spree, Saale, Elbe, Rhein, Main und Mosel. In Süddeutschland ist sie selten, aber auch in  anderen Gebieten kommt sie nur recht zerstreut vor.
Die Pappel-Seide ist eine Charakterart des Cuscuto lupuliformis-Rubetum caesii aus dem Verband Senecion fluviatilis.

## Systematik
Die Erstveröffentlichung von Cuscuta lupuliformis erfolgte 1787 durch Anton Johann Krocker in Flora Silesiaca ... 1, S. 261, Tafel 36. Synonyme für Cuscuta lupuliformis Krock. sind: Cuscuta epithymum Siev. ex Ledeb. nom. inval., Cuscuta flava Siev. ex Ledeb., Cuscuta macrocarpa G.Don ex Loudon, Cuscuta monogyna Engelm. nom. inval.

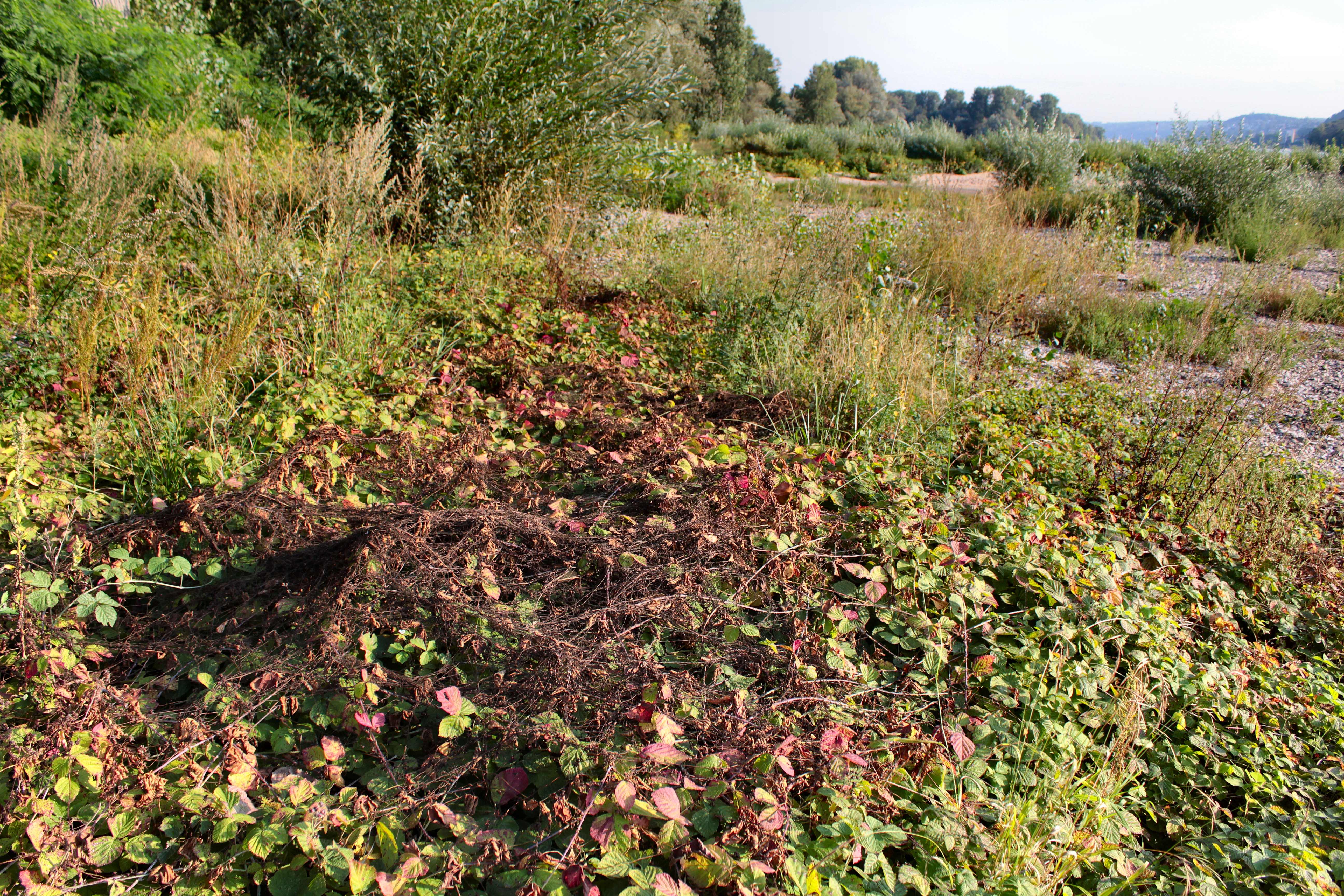
Pappel-Seide als Schleier auf der Kratzbeere (Rubus caesius), Rheinufer bei Bonn, 2020

Je nach Autor gibt es etwa zwei Varietäten:
- Cuscuta lupuliformis var. asiatica Engelm.: Sie kommt vom europäischen südlichen Russland bis Pakistan vor.[4]
- Cuscuta lupuliformis Krock. var. lupuliformis